# Elmpt
Elmpt ist ein Ortsteil der Gemeinde Niederkrüchten im nordrhein-westfälischen Kreis Viersen. Zwischen dem Ort und der deutsch-niederländischen Grenze liegt der Elmpter Wald, welcher fast die Hälfte des Niederkrüchtener Gemeindegebiets ausmacht. Nördlich schließt sich der Ortsteil Overhetfeld an.
Der Ort hat eine evangelische Kirche und die katholische Kirche St. Laurentius, deren Turm aus dem 13. Jahrhundert stammt. Sehenswert sind ferner das in einem Park gelegene Haus Elmpt, ein Herrenhaus aus dem 15. Jahrhundert mit barockem Torturm aus dem Jahr 1750, sowie das weiße Haus Hansen (im Volksmund „Hanse Hüske“) aus dem 19. Jahrhundert.

## Geschichte

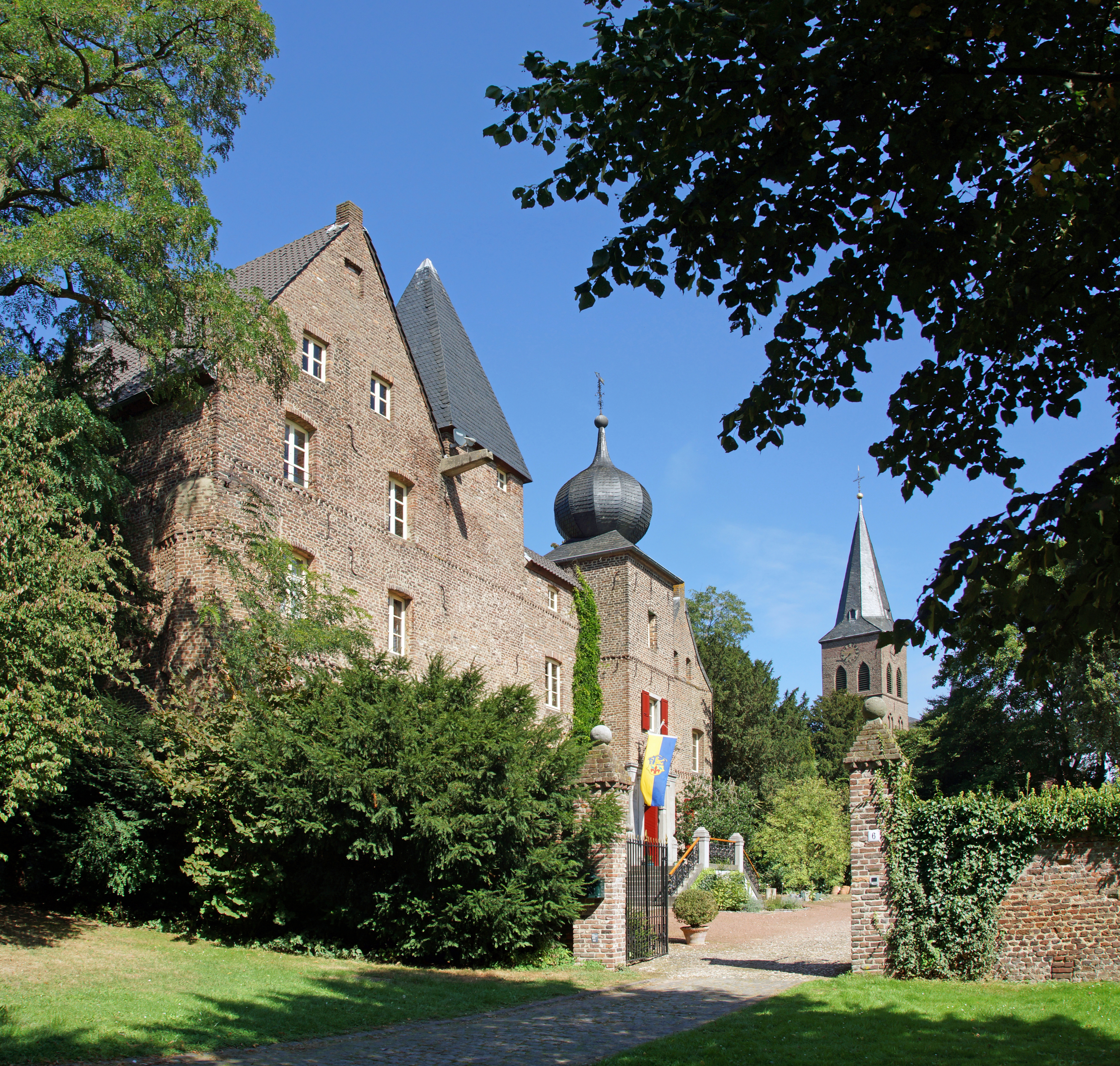
Haus Elmpt und im Hintergrund der Kirchturm von St. Laurentius

Seit dem 12. Jahrhundert war das Leben in der Gemeinde mit den Edelherren von Brempt, den Herren von Elmpt und deren Nachfolgern eng verbunden. So erinnert das Wappen der Gemeinde Niederkrüchten mit der halben roten Lilie, deren Kelchblatt mit einem zum Kelch hin gerichteten grünen Papagei besetzt ist, an die Grundherren von Elmpt. Die drei blauen Balken auf silbernem Grund weisen auf das Emblem der Edelherren von Brempt hin, die im 13. Jahrhundert in Niederkrüchten Grundherrenrechte ausübten.
Bis zur Neuordnung der Verwaltungseinrichtungen in Niederkrüchten im 19. Jahrhundert durch Napoleon bestimmten die Territorialherren die Verhältnisse in der heutigen Gemeinde. Nach Napoleons Niederlage nahm König Friedrich Wilhelm III. von Preußen am 15. Mai 1815 Besitz von den niederrheinischen Gebieten.

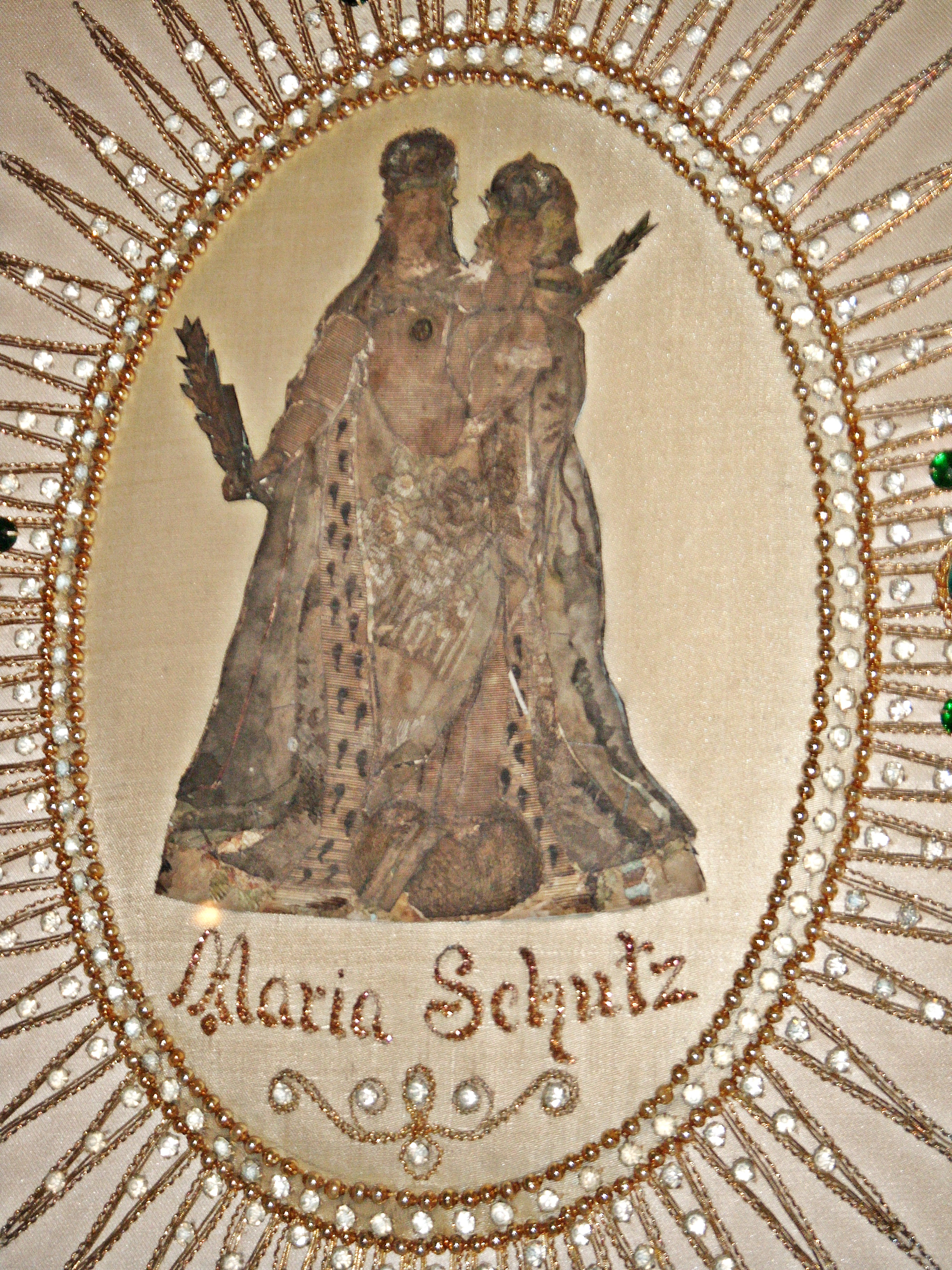
Das Pfeddersheimer Gnadenbild aus Overhetfeld

Elmpt und Niederkrüchten wurden zunächst dem Kreis Erkelenz im Regierungsbezirk Aachen, anschließend durch die kommunale Neugliederung am 1. Januar 1972 aufgrund § 34 des Aachen-Gesetzes zur neuen Gemeinde Niederkrüchten zusammengeschlossen und dem Kreis Heinsberg im Regierungsbezirk Köln zugeordnet. Seit der Neugliederung der Kreise im Jahre 1975 gehört die neue Gemeinde Niederkrüchten zum Kreis Viersen im Regierungsbezirk Düsseldorf.
Ein weiteres historisches Ereignis ist die Hinrichtung von 14 Männern aus der Stadt Roermond durch ein Erschießungskommando der deutschen Wehrmacht, ausgeführt im Lüsekamp-Bereich des Elmpter Waldes am 26./27. Dezember 1944.
Aus der nahegelegenen „Elmpter Kapelle“ im Niederkrüchtener Ortsteil Overhetfeld stammt das barocke Gnadenbild „Maria Schutz zu Pfeddersheim“ in der katholischen Pfarrkirche Mariä Himmelfahrt, Worms-Pfeddersheim, Rheinland-Pfalz. Es überstand dort 1869 unversehrt einen Brand und kam danach als Geschenk an seinen jetzigen Standort, wo es seit 1927 verehrt wird.

## Verkehr
Elmpt liegt zwischen Niederkrüchten und dem niederländischen Maalbroek, das zu Maasniel gehört. Die nächste Anschlussstelle ist Elmpt an der A 52. Der Bahnhof Dalheim liegt im nahen Wegberg-Dalheim am ehemals grenzüberquerenden Eisernen Rhein, der Verbindung Mönchengladbach–Roermond.

## Flugplatz Elmpt
Vom ehemaligen Flugplatz der RAF Brüggen (damals Javelin Barracks/Elmpt Station genannt), der noch bis 2009 als Basis für einige Hubschrauber diente, wurden 2008 die letzten britischen Militärflugzeuge abgezogen. Der Platz wurde von 1995 bis 2012 von einem Segelflugverein genutzt.
Ab dem 11. Dezember 2015 sollten die ehemaligen Javelin Barracks für die Aufnahme von 2500 Flüchtlingen dienen. Die Einrichtungen waren bis zum 30. Juni 2016 als Notunterkünfte vorgesehen, danach war hier eine Erstaufnahme-Einrichtung für jeweils 1000 Menschen über fünf weitere Jahre geplant. Die Unterkünfte wurden nicht von der Gemeinde Niederkrüchten, sondern vom Land Nordrhein-Westfalen betrieben.
Das 882 Hektar große Gebiet gehört derzeit der Bundesanstalt für Immobilienaufgaben (BImA). Im Jahr 2020 liefen Verhandlungen über den Verkauf an die Entwicklungsgesellschaft „Energie- und Gewerbepark Elmpt mbH (EGE)“, ein 2016 gegründetes Unternehmen mit dem Ziel, 150 ha des Gebiets in einen „Energie- und Industriepark“ umzuwandeln.

## Persönlichkeiten
- Rudolf von Tiedemann (1833–1888), preußischer Generalmajor
- Wilhelm Stockums (1877–1956), Weihbischof in Köln[6]